# Giovanni Francesco Abela
Giovanni Francesco Abela (maltesisch Ġan Franġisk Abela, auch Giovanfrancesco Abela oder Francesco Abela; * 1582 in La Valletta; † 4. Mai 1655 ebenda) war ein maltesischer Adliger und Historiker.

## Leben

### Herkunft und frühe Jahre
Er gehörte einer alten Familie an, die ursprünglich aus Syrakus stammte. Als Jugendlicher trat er im Priorat von Portugal der Zunge von Aragon in den Johanniterorden ein und studierte am Jesuitenkolleg von Valletta. Im Jahr 1602 begleitete er Prior Mendoza als Sekretär auf einer Gesandtschaft in Madrid. Anschließend zog er nach Bologna, wo er 1605 sein Studium des weltlichen und kirchlichen Rechts abschloss, kurz nachdem er an der Universität Ratsmitglied für seinen Orden geworden war. In dieser Zeit unternahm er lange Bildungsreisen nach Italien und kam dabei mit berühmten Antiquaren sowie italienischen und ausländischen Gelehrten in Kontakt.

### Wirken auf Malta
Nachdem er nach Malta zurückgekehrt war, empfing er 1610 von Bischof Tomaso Gargallo die Priesterweihe. In der Folgezeit wirkte er als Gefängnisseelsorger des Ordens und nahm an einer Schlacht mit muslimischen Schiffen in den Gewässern um Lampedusa teil. Nach seiner Rückkehr wurde er von Prior Camarasa zum Zeremonienmeister der Kirche San Giovanni in Valletta ernannt. In dieser Funktion setzte er sich für die Anhänger des lateinischen Ritus in der gemischten griechisch-lateinischen Liturgie des Ordens ein. In den Jahren 1615 bis 1616 begleitete er als Botschaftssekretär den Botschafter des Ordens L. Mendez de Vasconcellos zunächst nach Rom und dann nach Paris. Später bekleidete er verschiedene wichtige Ämter: Anwalt der Armen, Anwalt des Gemeinsamen Schatzes, Ehrenkaplan des Großmeisters Alof de Wignacourt sowie Rechnungsprüfer des Großmeisters Antoine de Paule. Er war lateinischer Sekretär und Briefschreiber zahlreicher Großmeister und unterhielt lange Zeit Korrespondenz mit den fünf Großprioraten der Spanischen Zunge. Er wurde für seine juristische und diplomatische Bildung sehr geschätzt und hatte bis 1623 die Regentschaft der Ordenskanzlei inne. Als er 1624 auf dieses Amt zurückkehrte, wurde er 1626 endgültig im Rang eines Vizekanzlers bestätigt. Am 18. Dezember 1640 legte er sein Amt nieder und behielt sich das Recht vor, in den Räten des Ordens mitzuwirken, mit einer jährlichen Rente von 428 Goldscudi. Am 22. Juni 1634 wurde er von Papst Urban VIII. zum Apostolischen Protonotar ernannt und am 3. März 1638 erhielt er vom Großmeister Giovanni Paolo de Lascaris die Abtei San Martino und die Komtureien Ulgozo und Santaken übertragen. Im Jahr 1640, mit seinem endgültigen Amtsverzicht, förderte er die Errichtung eines öffentlichen Archivs, das er vorübergehend in einem Raum über dem Oratorium der Hauptkirche des Ordens San Giovanni in Valletta organisierte.

## Werke
- Malta illustrata, ovvero descrizione di Malta isola nel mare siciliano, con le sue antichità. Libri Quattro. Paolo Bonacota, Malta 1647. 4 Teile in einem Band (Digitalisat). Giovanni Antonio Ciantar (1696–1778)[2] verfasste ein Supplement dazu, das 1780 veröffentlicht wurde.[3]